# Sant Nasari de Pradèla
Sant Nasari o Sant Zari en occità i en francès Saint-Nazaire-le-Désert és un municipi francès situat al departament de la Droma i a la regió d'Alvèrnia-Roine-Alps. L'any 2007 tenia 139 habitants.

## Demografia

### Població
El 2007 la població de fet de Saint-Nazaire-le-Désert era de 139 persones. Hi havia 73 famílies de les quals 31 eren unipersonals (12 homes vivint sols i 19 dones vivint soles), 23 parelles sense fills, 15 parelles amb fills i 4 famílies monoparentals amb fills.
La població ha evolucionat segons el següent gràfic:
Habitants censats

### Habitatges
El 2007 hi havia 197 habitatges, 75 eren l'habitatge principal de la família, 106 eren segones residències i 16 estaven desocupats. 168 eren cases i 27 eren apartaments. Dels 75 habitatges principals, 46 estaven ocupats pels seus propietaris, 22 estaven llogats i ocupats pels llogaters i 7 estaven cedits a títol gratuït; 5 tenien dues cambres, 14 en tenien tres, 31 en tenien quatre i 25 en tenien cinc o més. 43 habitatges disposaven pel capbaix d'una plaça de pàrquing. A 40 habitatges hi havia un automòbil i a 25 n'hi havia dos o més.

### Piràmide de població
La piràmide de població per edats i sexe el 2009 era:
| Homes | Edats   | Dones |
| ----- | ------- | ----- |
| 0     | 95 o +  | 0     |
| 0     | 90 a 94 | 4     |
| 4     | 85 a 89 | 8     |
| 4     | 80 a 84 | 4     |
| 4     | 75 a 79 | 12    |
| 4     | 70 a 74 | 8     |
| 0     | 65 a 69 | 0     |
| 4     | 60 a 64 | 4     |
| 0     | 55 a 59 | 4     |
| 4     | 50 a 54 | 4     |
| 4     | 45 a 49 | 0     |
| 12    | 40 a 44 | 16    |
| 12    | 35 a 39 | 8     |
| 4     | 30 a 34 | 8     |
| 0     | 25 a 29 | 0     |
| 0     | 20 a 24 | 8     |
| 8     | 15 a 19 | 8     |
| 4     | 10 a 14 | 4     |
| 12    | 5 a 9   | 0     |
| 8     | 0 a 4   | 8     |

## Economia
El 2007 la població en edat de treballar era de 79 persones, 56 eren actives i 23 eren inactives. De les 56 persones actives 49 estaven ocupades (30 homes i 19 dones) i 7 estaven aturades (6 homes i 1 dona). De les 23 persones inactives 11 estaven jubilades, 2 estaven estudiant i 10 estaven classificades com a «altres inactius».

### Ingressos
El 2009 a Saint-Nazaire-le-Désert hi havia 75 unitats fiscals que integraven 141 persones, la mediana anual d'ingressos fiscals per persona era de 12.334 €.

### Activitats econòmiques
Dels 16 establiments que hi havia el 2007, 1 era d'una empresa alimentària, 1 d'una empresa de construcció, 3 d'empreses de comerç i reparació d'automòbils, 5 d'empreses d'hostatgeria i restauració, 1 d'una empresa financera, 2 d'empreses de serveis i 3 d'empreses classificades com a «altres activitats de serveis».
Dels 4 establiments de servei als particulars que hi havia el 2009, 1 era una funerària, 1 paleta i 2 restaurants.
Dels 2 establiments comercials que hi havia el 2009, 1 era una botiga de menys de 120 m² i 1 una fleca.
L'any 2000 a Saint-Nazaire-le-Désert hi havia 18 explotacions agrícoles que ocupaven un total de 1.480 hectàrees.

## Equipaments sanitaris i escolars
El 2009 hi havia una escola elemental.

## Poblacions més properes
El següent diagrama mostra les poblacions més properes.